# 郑国恩 (导演)
郑国恩（1930年1月5日—2019年4月18日），男，山东蓬莱人，生于黑龙江省安达市，中国电影理论家、北京电影学院教授。他培养了许多著名的中国电影导演，包括张艺谋、顾长卫等。2018年11月，他获得了第27届中国金鸡百花电影节终身成就奖。

## 生平
郑国恩1930年1月出生于黑龙江安达市。1948年，他进入东北电影制片厂第三期训练班，结业后分配至摄影车间担任助理。 1951年，他进入东北师范大学学习，三年后毕业。
1954年-1956年，他在苏联的莫斯科电影制片厂实习。回国后，他在北京电影学院任教。1962年到1964年，他在苏联国立电影学院摄影系进修。
2018年11月，他获得了第27届中国金鸡百花电影节终身成就奖。
2019年4月18日，郑国恩在北京逝世，享年89岁。